# Saint-Jean-le-Centenier
Pour les articles homonymes, voir Saint-Jean.
Saint-Jean-le-Centenier est une commune française située dans le département de l'Ardèche, en région Auvergne-Rhône-Alpes.
Ses habitants sont appelés les Saint-Jeannais et Saint-Jeannaises.

## Géographie

### Situation et description

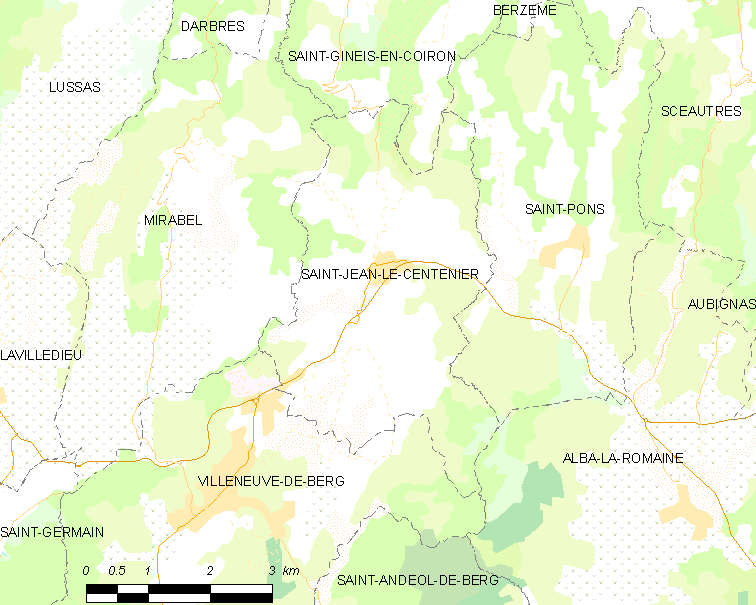
Carte de la commune.

Saint-Jean-le-Centenier est située sur la route nationale entre Villeneuve-de-Berg et Le Teil à la limite sud du plateau du Coiron. La commune est d'ailleurs rattachée à la communauté de communes Berg et Coiron.

### Communes limitrophes
|         | Saint-Gineys-en-Coiron  |                 |
| Mirabel | Saint-Jean-le-Centenier | Saint-Pons      |
|         | Villeneuve-de-Berg      | Alba-la-Romaine |

### Climat
Pour des articles plus généraux, voir Climat d'Auvergne-Rhône-Alpes et Climat de l'Ardèche.
En 2010, le climat de la commune est de type climat méditerranéen altéré, selon une étude du CNRS s'appuyant sur une série de données couvrant la période 1971-2000. En 2020, Météo-France publie une typologie des climats de la France métropolitaine dans laquelle la commune est dans une zone de transition entre le climat de montagne et le climat méditerranéen et est dans la région climatique Provence, Languedoc-Roussillon, caractérisée par une pluviométrie faible en été, un très bon ensoleillement (2 600 h/an), un été chaud (21,5 °C), un air très sec en été, sec en toutes saisons, des vents forts (fréquence de 40 à 50 % de vents > 5 m/s) et peu de brouillards.
Pour la période 1971-2000, la température annuelle moyenne est de 12,1 °C, avec une amplitude thermique annuelle de 17,5 °C. Le cumul annuel moyen de précipitations est de 1 110 mm, avec 7 jours de précipitations en janvier et 4,4 jours en juillet. Pour la période 1991-2020, la température moyenne annuelle observée sur la station météorologique de Météo-France la plus proche, « Mirabel Sa », sur la commune de Mirabel à 4 km à vol d'oiseau, est de 13,4 °C et le cumul annuel moyen de précipitations est de 998,1 mm,. Pour l'avenir, les paramètres climatiques de la commune estimés pour 2050 selon différents scénarios d'émission de gaz à effet de serre sont consultables sur un site dédié publié par Météo-France en novembre 2022.

### Hydrographie

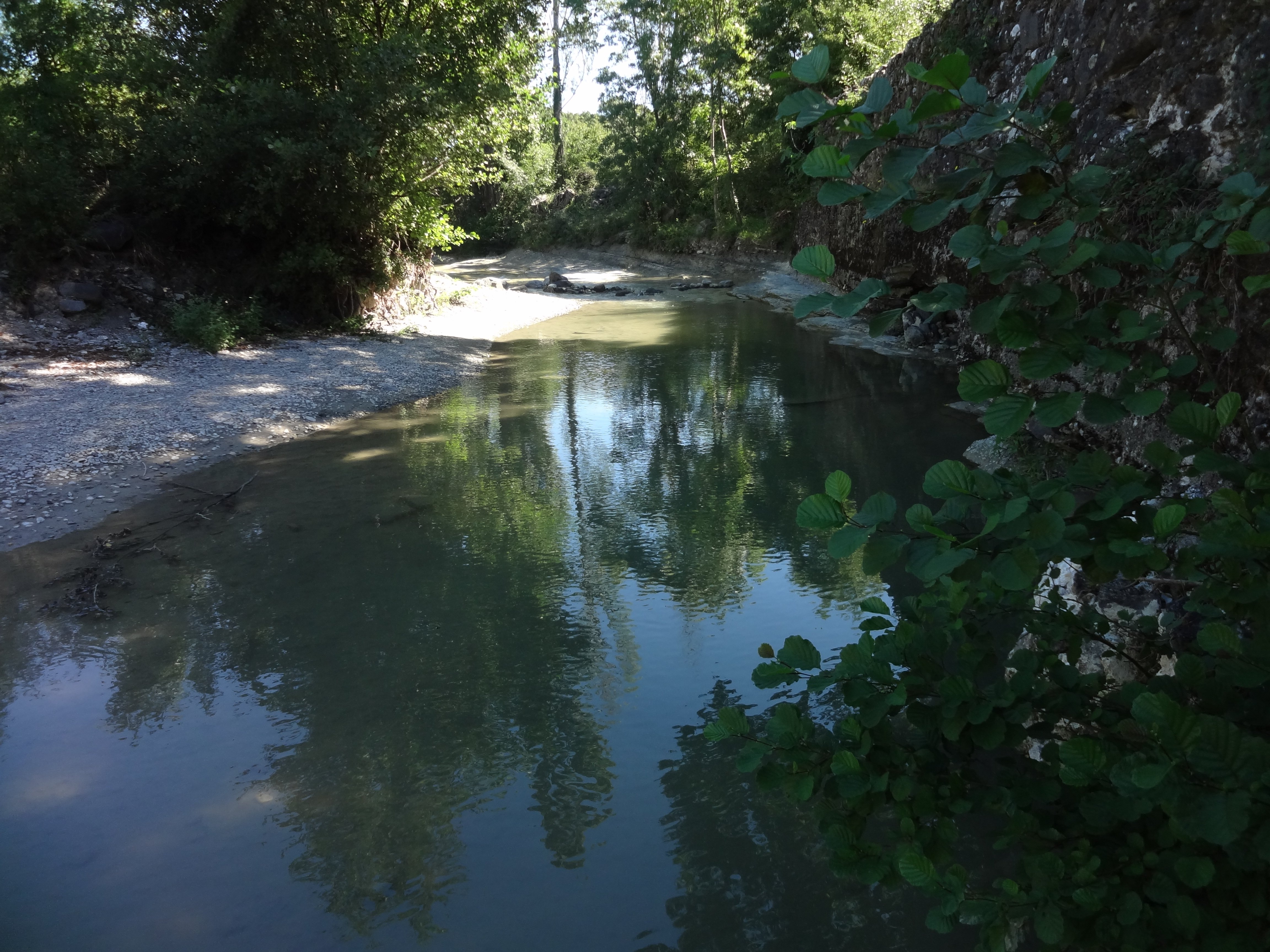
La Claduègne, rivière coulant à proximité du village.

Le territoire communal est traversé par la Claduègne, une petite rivière affluent de l'Auzon et sous affluent de l'Ardèche.

### Voies de communication
Le territoire communal est traversé par la route nationale 102 (RN 102) qui relie l'autoroute A75 à la RN 7 et l'A7, à Montélimar et de l'ancien route nationale 107 devenue RD 107 et qui relie  Florac à Nîmes.

## Urbanisme

### Typologie
Au 1er janvier 2024, Saint-Jean-le-Centenier est catégorisée commune rurale à habitat dispersé, selon la nouvelle grille communale de densité à 7 niveaux définie par l'Insee en 2022.
Elle est située hors unité urbaine. Par ailleurs la commune fait partie de l'aire d'attraction d'Aubenas, dont elle est une commune de la couronne,. Cette aire, qui regroupe 68 communes, est catégorisée dans les aires de 50 000 à moins de 200 000 habitants,.

### Occupation des sols
L'occupation des sols de la commune, telle qu'elle ressort de la base de données européenne d’occupation biophysique des sols Corine Land Cover (CLC), est marquée par l'importance des territoires agricoles (62,4 % en 2018), en augmentation par rapport à 1990 (58,9 %). La répartition détaillée en 2018 est la suivante : 
zones agricoles hétérogènes (41,1 %), prairies (21,4 %), milieux à végétation arbustive et/ou herbacée (21,2 %), forêts (14,5 %), zones urbanisées (1,8 %).
L'évolution de l’occupation des sols de la commune et de ses infrastructures peut être observée sur les différentes représentations cartographiques du territoire : la carte de Cassini (XVIIIe siècle), la carte d'état-major (1820-1866) et les cartes ou photos aériennes de l'IGN pour la période actuelle (1950 à aujourd'hui).

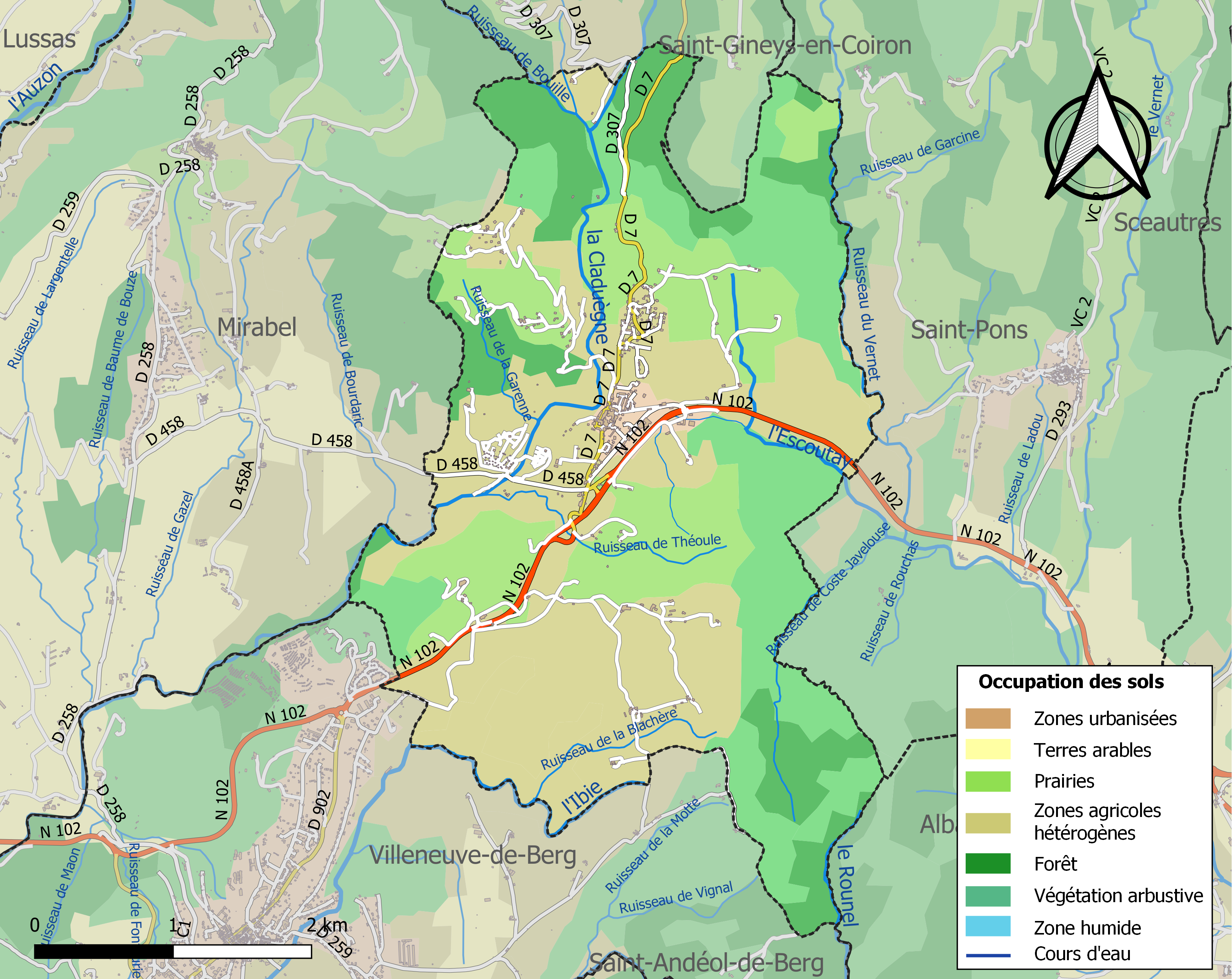
Carte des infrastructures et de l'occupation des sols de la commune en 2018 (CLC).

### Hameaux et lieux-dits
- le Village
- Jastrie
- les Rochers
- Malavas

### Risques naturels

#### Risques sismiques
Selon son PLU, l'ensemble du territoire de la commune de Saint-Jean-le-Centenier est situé en zone de sismicité no 3 (sur une échelle de 1 à 5), comme la plupart des communes situées dans la vallée du Rhône et la Basse Ardèche, mais non loin de la limite orientale de la zone no 2 qui correspond au plateau ardéchois.
| Type de zone | Niveau            | Définitions (bâtiment à risque normal) |
| ------------ | ----------------- | -------------------------------------- |
| Zone 3       | Sismicité modérée | accélération = 1,1 m/s2                |

## Histoire

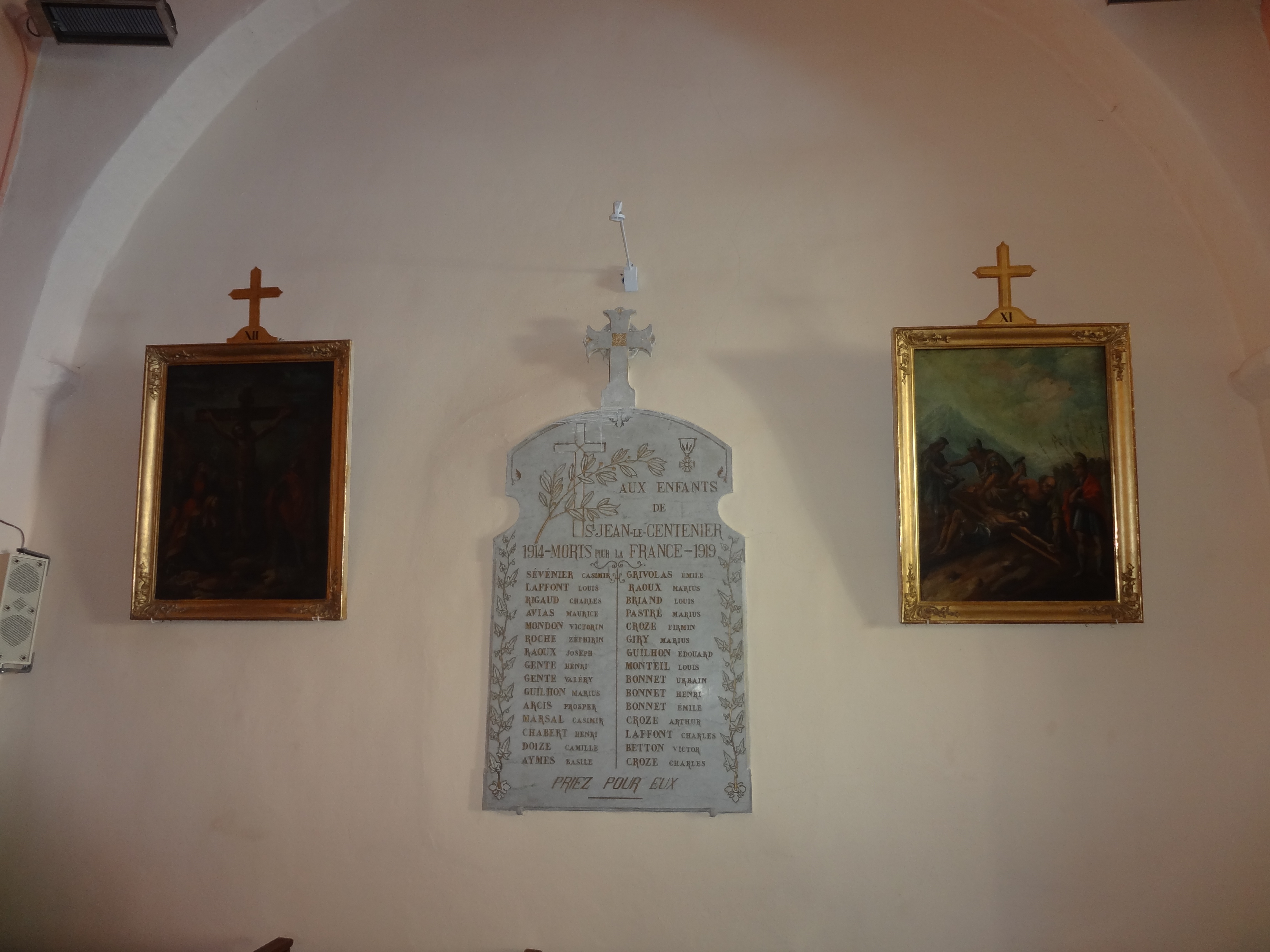
Plaque commémorant les morts de la Première Guerre mondiale dans l’église paroissiale.

Saint-Jean-le-Centenier est situé sur le passage d'une ancienne voie romaine, qui partait d'Alba et conduisait vers les Cévennes par Costeraste et la vallée de l'Ardèche. Avant la création de Villeneuve-de-Berg (1284) ce fut sans doute une place commerciale à la rencontre, des vins et des laines du Bas-Vivarais, du bois et du foin de la montagne.
Au XVIe siècle, Saint-Jean figure parmi les villes fortifiées du Vivarais. C'est pourquoi il servit de place-forte à plusieurs reprises aux armées catholiques pendant les guerres de religion, et plusieurs conférences de la paix s'y tinrent.
Il ne formait qu'une seule paroisse mais deux seigneuries, la Balme et Saint-Jean, dont le seigneur était le prieur du lieu nommé par l'abbaye de la Chaise-Dieu, en Auvergne. Le prieur était le plus grand propriétaire foncier de la paroisse, et le partage de ses biens, à la Révolution, provoqua de nombreux conflits.
Saint-Jean-le-Centenier présente la particularité en Bas-Vivarais de ne jamais avoir connu une importante production de soie ou de vin. La commune échappa donc à la crise de ces produits dans le troisième quart du XIXe siècle. Elle vivait surtout des céréales et de l'élevage ovin. Les châtaigniers n'étaient pas absents sur les pentes du Coiron. Les grands domaines, comme Jastries (qui appartenait sous l'Ancien Régime à Genton, maître des Eaux—et-Forêts de Villeneuve-de-Berg ou Malavas qui appartenait à l'importante famille des Tavernol de Barrès) dominaient le pays. L'arrivée du chemin de fer (1876) permit un développement timide et éphémère de l'industrie (fabrique de carreaux mosaïque, extraction des basaltes).
De nos jours, en dépit de l'installation de lotissements résidentiels, la population reste modeste. Saint-Jean-"le Noir" (comme on disait autrefois à cause de la couleur de ses pierres de basalte) attire beaucoup de retraités ou de personnes travaillant à Villeneuve-de-Berg ou même dans la vallée du Rhône.

### Administration municipale

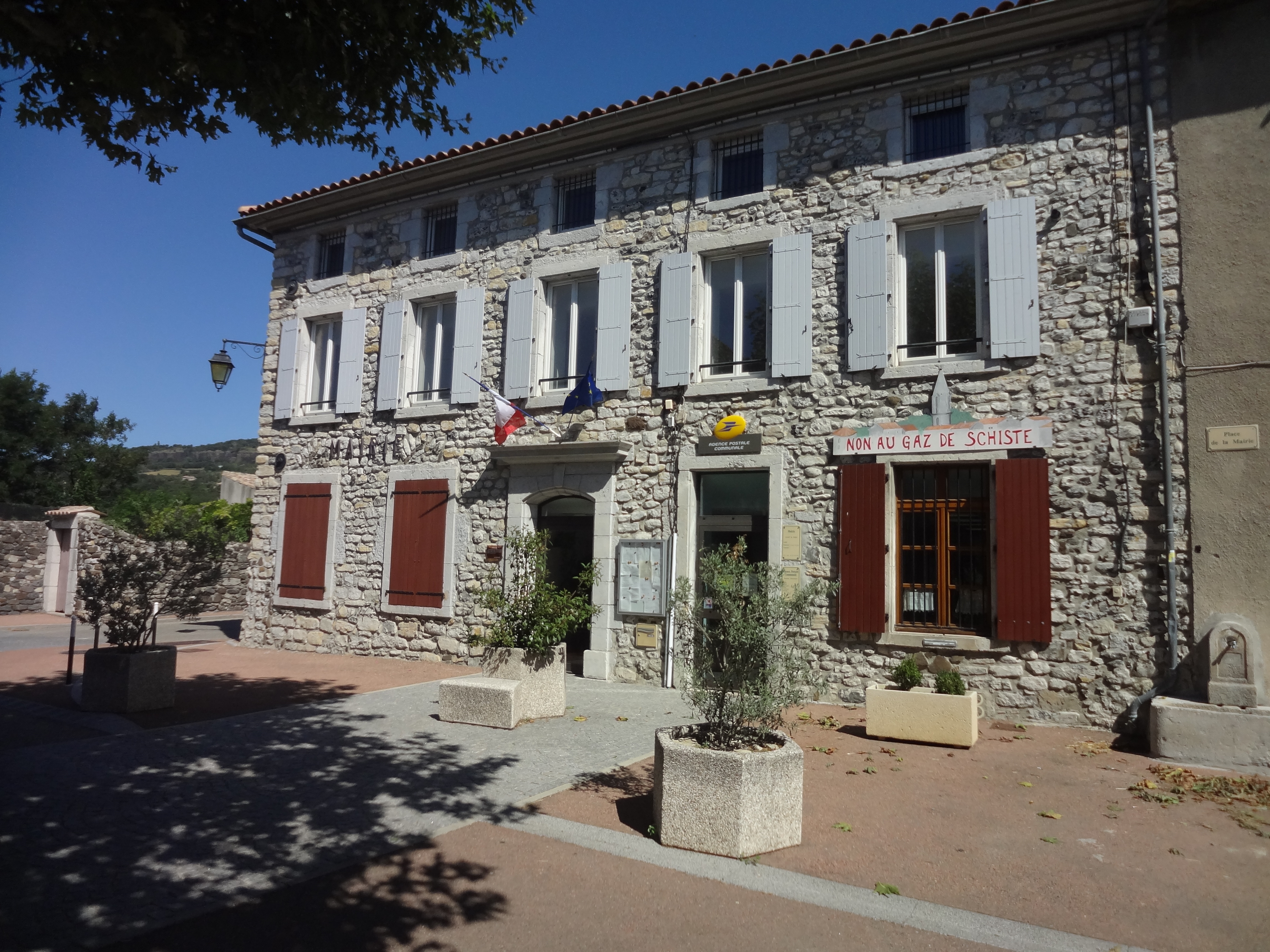
La mairie de Saint-Jean-le-Centenier affiche son opposition à l’exploitation des gaz de schiste.

## Politique et administration

### Liste des maires
| Période                                  | Période                   | Identité        | Étiquette | Qualité                                     |
| ---------------------------------------- | ------------------------- | --------------- | --------- | ------------------------------------------- |
| Les données manquantes sont à compléter. |                           |                 |           |                                             |
| mai 1945                                 | octobre 1947              | Alphonse Roux   | PCF       | Exploitant agricole                         |
| octobre 1947                             | mai 1953                  | François Forest | DVD       | Boulanger                                   |
| mai 1953                                 | mars 1971                 | Alphonse Roux   | PCF       | Exploitant agricole                         |
| mars 1971                                | 8 mai 1979 (démission)    | Gaston Arsac    | DVD       | Exploitant agricole                         |
| 8 mai 1979                               | 4 avril 2014              | Jean Ozil       | DVG       | Chef d'expédition à la Société des Basaltes |
| 4 avril 2014                             | En cours (au 6 août 2020) | Driss Naji,     | DVG       | Éducateur sportif                           |

## Population et société

### Démographie
L'évolution du nombre d'habitants est connue à travers les recensements de la population effectués dans la commune depuis 1793. Pour les communes de moins de 10 000 habitants, une enquête de recensement portant sur toute la population est réalisée tous les cinq ans, les populations de référence des années intermédiaires étant quant à elles estimées par interpolation ou extrapolation. Pour la commune, le premier recensement exhaustif entrant dans le cadre du nouveau dispositif a été réalisé en 2008.

En 2022, la commune comptait 868 habitants, en évolution de +17,46 % par rapport à 2016 (Ardèche : +2,48 %, France hors Mayotte : +2,11 %).
| 1793 | 1800 | 1806 | 1821 | 1831 | 1836 | 1841 | 1846 | 1851 |
| ---- | ---- | ---- | ---- | ---- | ---- | ---- | ---- | ---- |
| 545  | 420  | 560  | 661  | 697  | 735  | 777  | 802  | 808  |

| 1856 | 1861 | 1866 | 1872 | 1876 | 1881 | 1886 | 1891 | 1896 |
| ---- | ---- | ---- | ---- | ---- | ---- | ---- | ---- | ---- |
| 821  | 788  | 768  | 819  | 840  | 744  | 802  | 796  | 784  |

| 1901 | 1906 | 1911 | 1921 | 1926 | 1931 | 1936 | 1946 | 1954 |
| ---- | ---- | ---- | ---- | ---- | ---- | ---- | ---- | ---- |
| 733  | 676  | 706  | 614  | 593  | 555  | 560  | 554  | 491  |

| 1962 | 1968 | 1975 | 1982 | 1990 | 1999 | 2006 | 2008 | 2013 |
| ---- | ---- | ---- | ---- | ---- | ---- | ---- | ---- | ---- |
| 518  | 565  | 507  | 544  | 508  | 573  | 626  | 643  | 693  |

| 2018 | 2022 | - | - | - | - | - | - | - |
| ---- | ---- | - | - | - | - | - | - | - |
| 814  | 868  | - | - | - | - | - | - | - |

### Enseignement
La commune est rattachée à l'académie de Grenoble.

### Médias
La commune est située dans la zone de distribution de deux organes de la presse écrite :
- L'Hebdo de l'Ardèche

Il s'agit d'un journal hebdomadaire français basé à Valence et couvrant l'actualité de tout le département de l'Ardèche.
- Le Dauphiné libéré

Il s'agit d'un journal quotidien de la presse écrite française régionale distribué dans la plupart des départements de l'ancienne région Rhône-Alpes, notamment l'Ardèche. La commune est située dans la zone d'édition de Privas-Aubenas-Vallée du Rhône.

## Culture et patrimoine

### Lieux et monuments

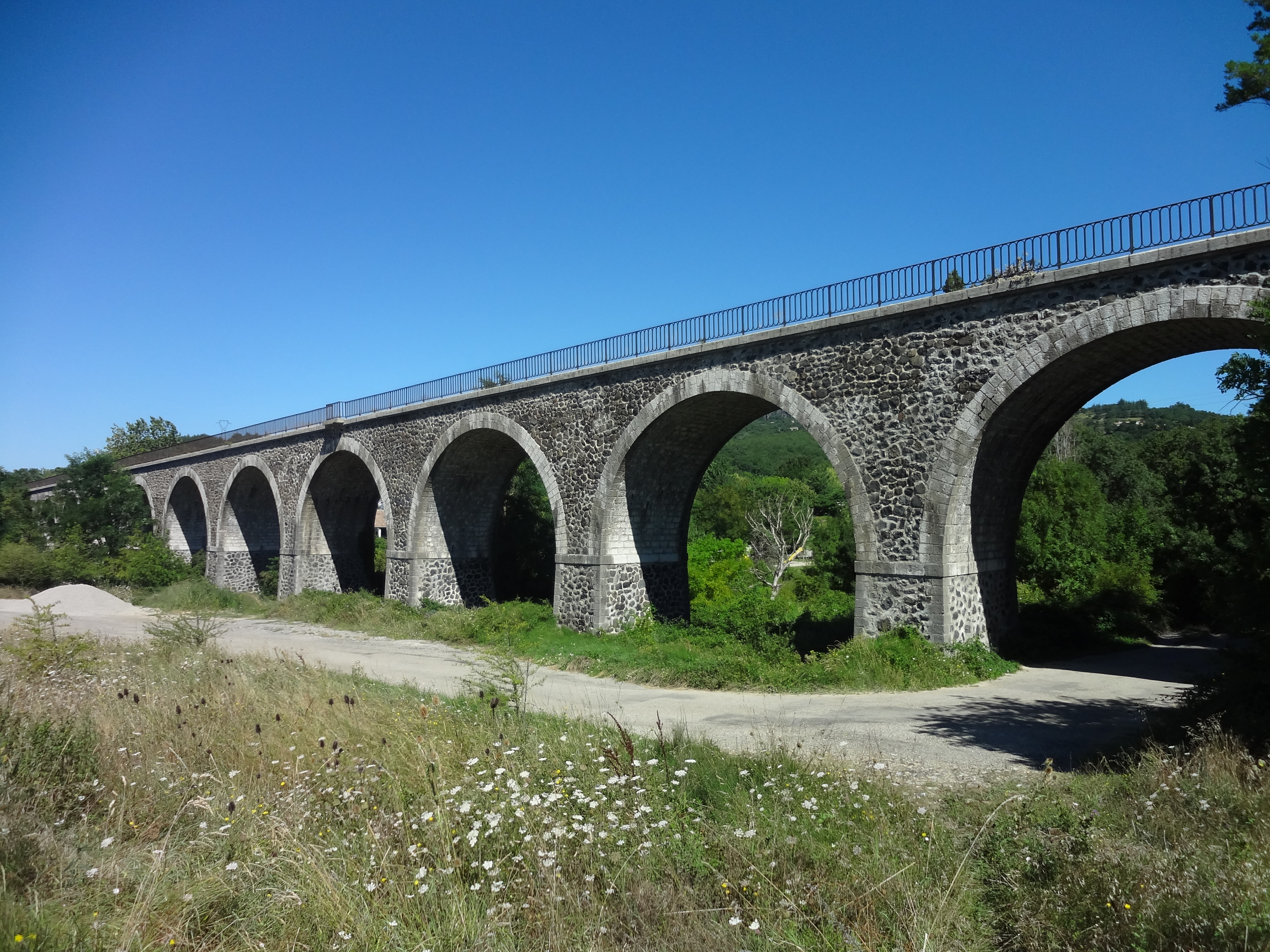
Pont ferroviaire à l’ouest du village.

- Gare : Le village était desservi jusqu'en 1982 par la ligne du Teil à Alès (PLM puis SNCF). L'ancienne gare, toujours visible, est une propriété privée. De nos jours, une partie des rails est utilisée jusqu'à Vogüé par l'autorail touristique « Picasso ». À la suite de la fermeture du train touristique en 2012, plus rien ne circulait sur la ligne. Début 2016, est annoncé la mise en service d'un vélorail pour le début de l'été 2016 sur la portion de voie comprise entre Saint-Jean-le-Centenier et Saint-Pons. L'ouverture au public est effective depuis le 6 juillet 2016. Au début de 2018, à la suite du succès rencontré par l'activité vélorail, c'est cette fois un projet de train touristique entre Saint-Jean-le-Centenier et l'auberge de Montfleury qui est en projet.
- Balmes de Montbrun. L'ancien bourg médiéval est à 2,5 km sur le territoire de la commune de Saint-Gineis-en-Coiron, mais accessible facilement depuis Saint-Jean-le-Centenier. Il s'agit d'une trentaine de grottes-habitats creusées dans un ancien cratère volcanique autour de l'ancien château de La Balme (XIe siècle). Ces habitats parfois sur deux étages ont été habités jusqu'à la fin du XIXe siècle.
- L'autel de l'église Saint-Jean, datant du XVIIIe siècle, est classé au titre objet[21].
- Le château de la Plagne.

Église fortifiée Saint-Jean de Saint-Jean-le-Centenier.
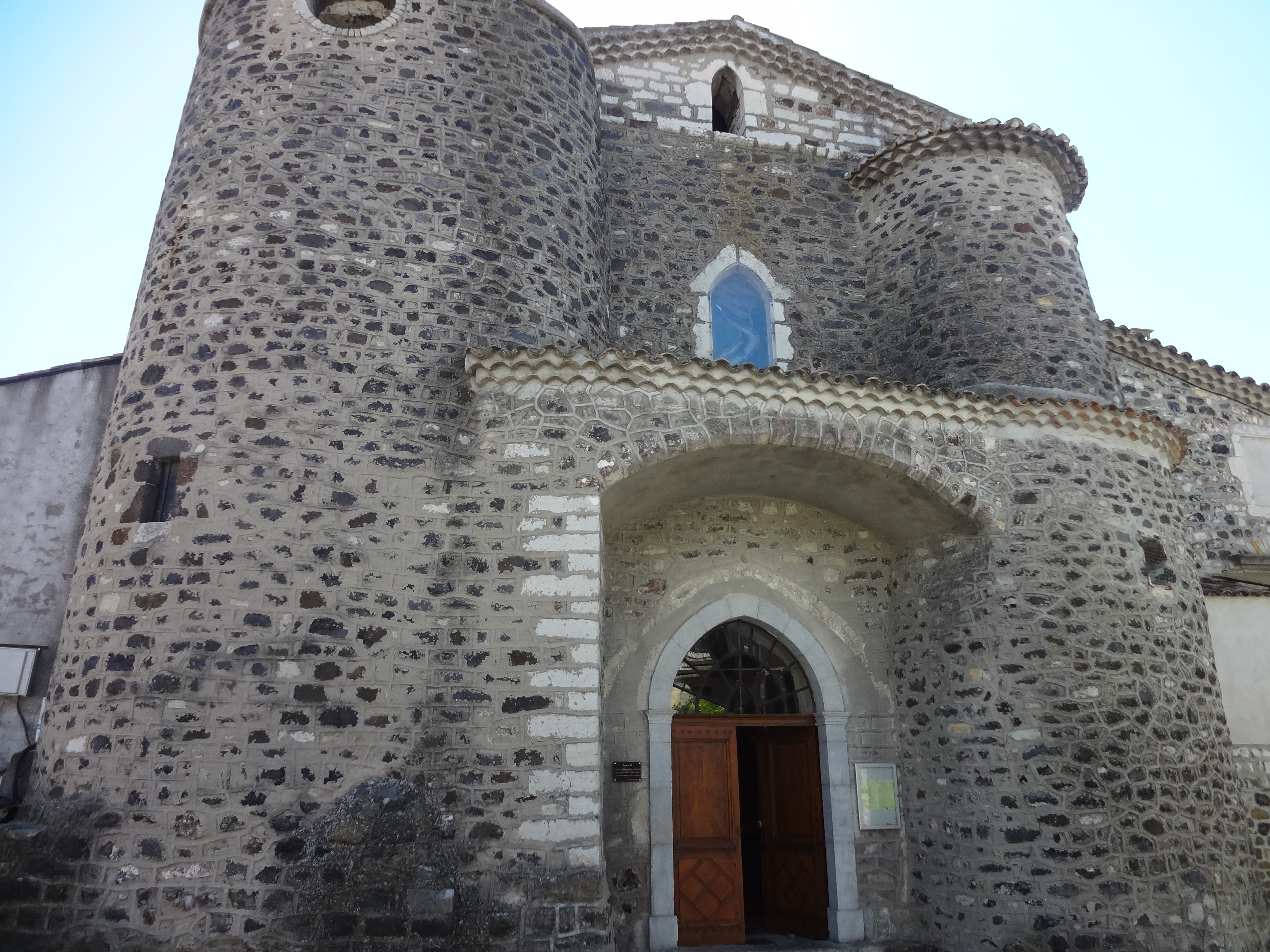
Façade de l’église.
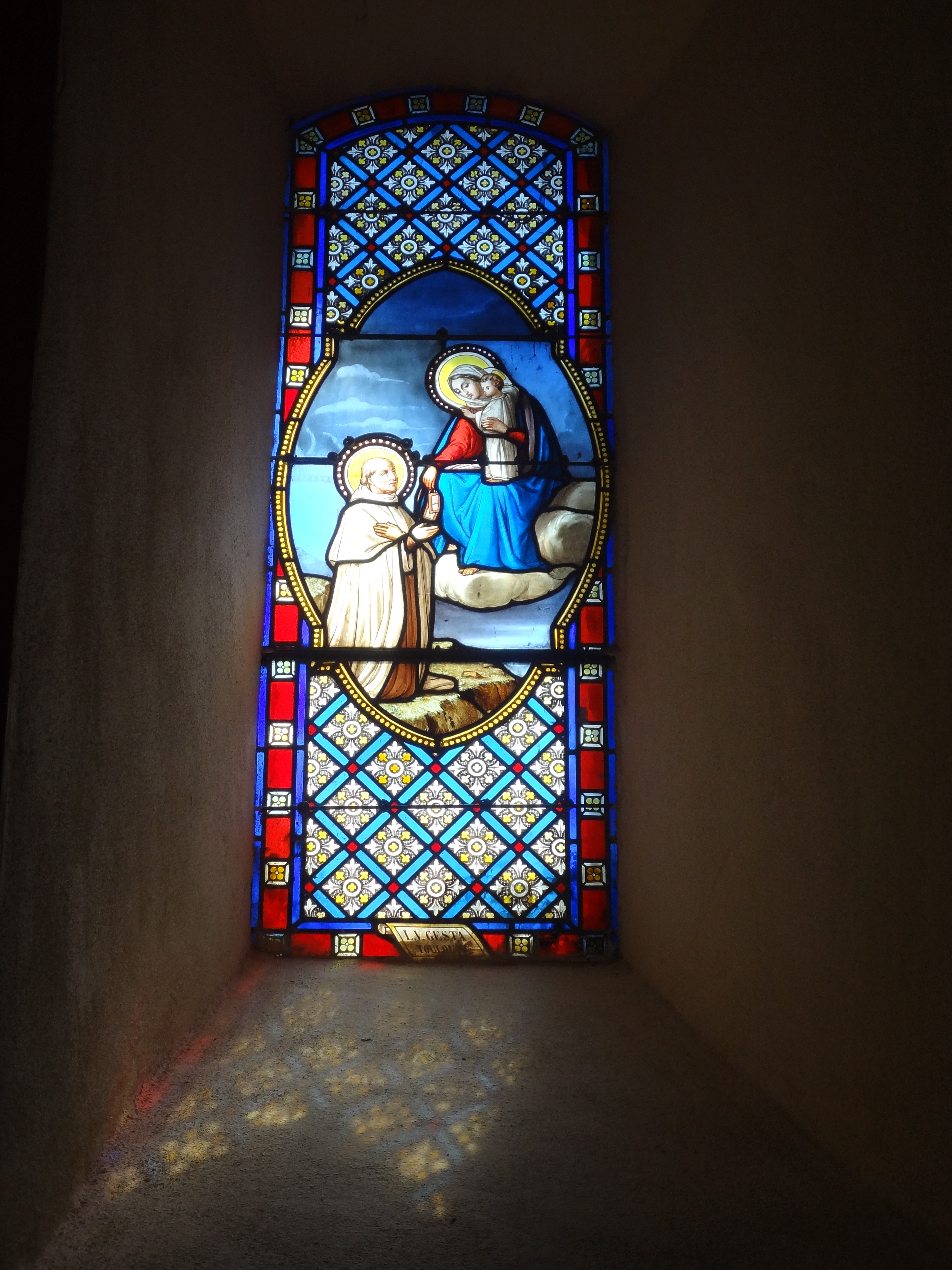
Vitrail.
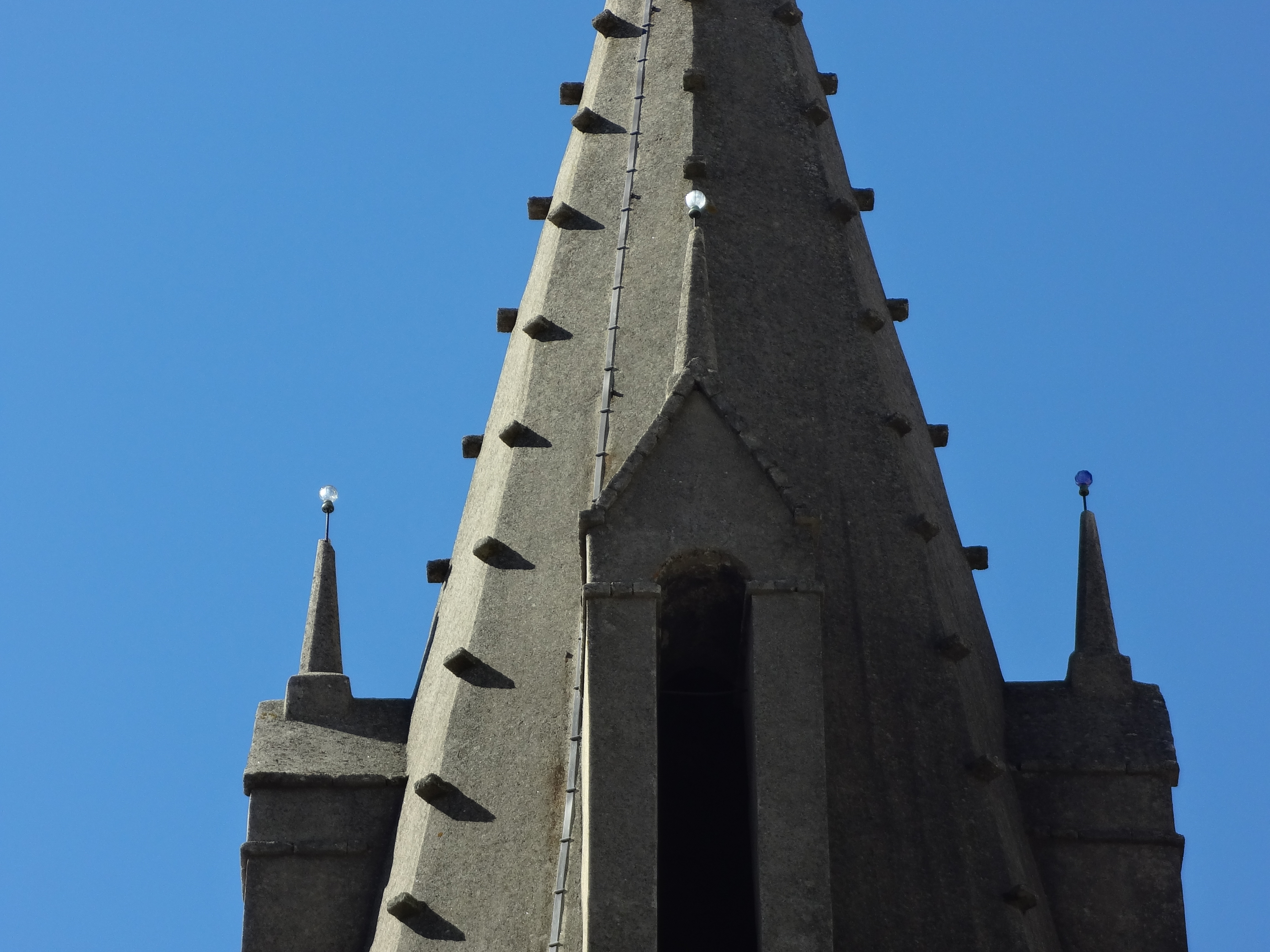
Détail du clocher : boules de verre sur les pinacles.
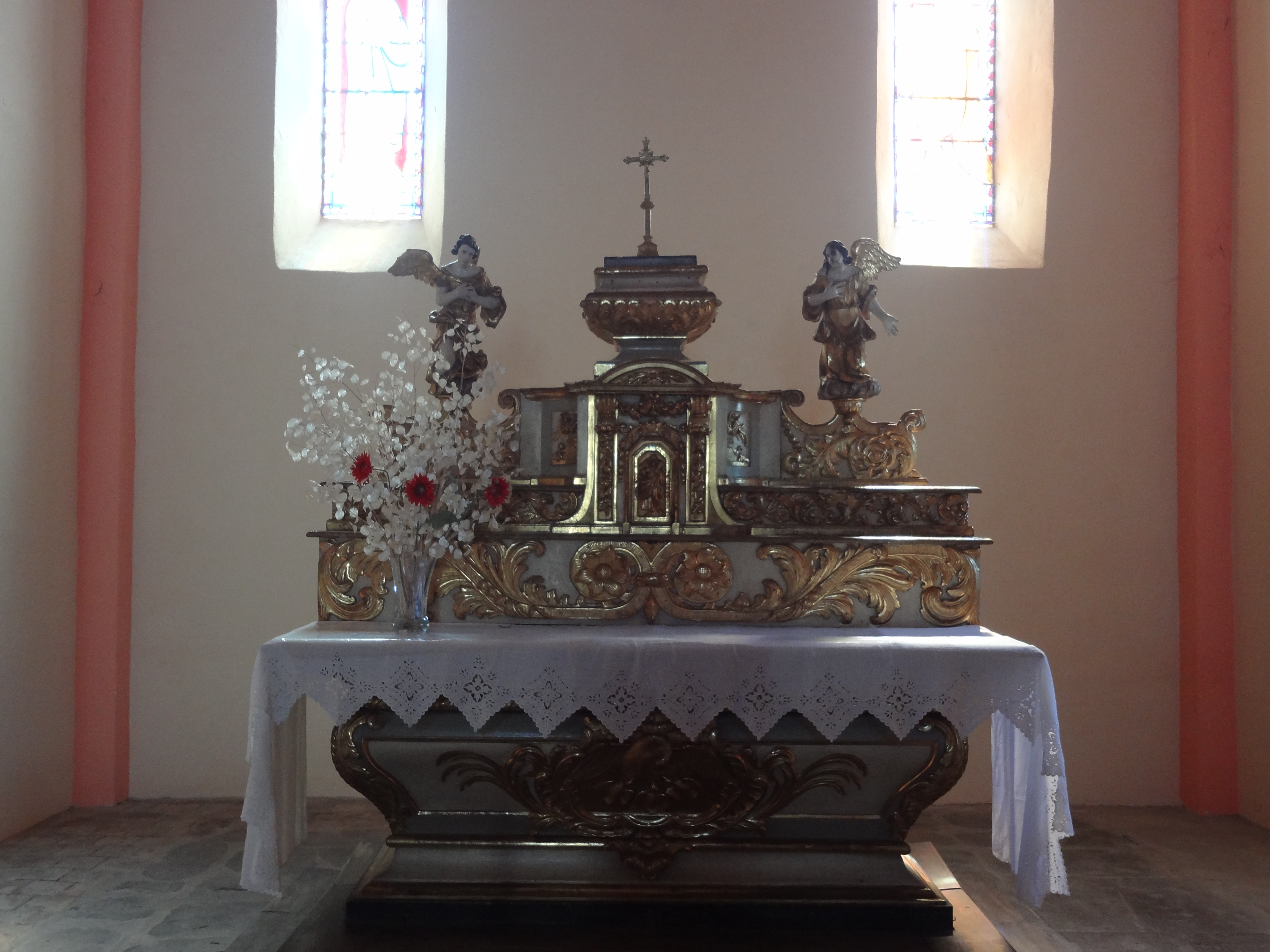
Autel de l’église.

### Personnalités liées à la commune
- Alice Saunier-Seïté, née à Saint-Jean-le-Centenier le 26 avril 1925, morte à Paris en 2003, membre de l'Institut de France (Académie des sciences morales et politiques), secrétaire d'État aux universités (1976-1978) puis ministre des universités (1978-1981), première femme doyen de faculté, première femme recteur d'académie.